# Marc Seemann
Marc Seemann (* 20. April 1973) ist ein ehemaliger deutscher Fußballschiedsrichter, der dem früheren Kreis 13 Essen Nord-West im Bereich des FVN gehörte.

## Leben
Seemann lebte in seiner aktiven Zeit in Essen und studiert Jura.

## Fußball
Seemann ist für die DJK Adler Frintrop (Essener Stadtteil) seit 1999 DFB-Schiedsrichter gewesen. Er war zunächst seit 2003 Schiedsrichter der zweiten Bundesliga und Assistent in der Bundesliga. In der zweiten Bundesliga pfiff er 41 Spiele. Im Jahr 2006 wurde er vom DFB-Schiedsrichterausschuss in die Bundesliga berufen und leitete bis 2010 26 Bundesligaspiele. Er debütierte in der Partie 1. FC Nürnberg gegen den 1. FSV Mainz 05 am 30. September 2006.
Außerdem leitete er 53 Regionalligaspiele ab 2001/02. Im DFB-Pokal wurde er seit 2003/04 sechsmal eingesetzt.
Sein internationales Debüt gab er 2005 als Assistent in der UEFA Champions League mit dem Spiel Shelbourne gegen Belfast als Assistent von Peter Sippel.
Aufgrund einer Verletzung und einer Operation musste Seemann in der Saison 2009/10 pausieren.
Ab der Saison 2011/12 sollte Seemann nicht mehr in der Bundesliga eingesetzt werden, sondern in der 2. Bundesliga zum Einsatz kommen. Nachdem er verletzungsbedingt den erforderlichen Leistungstest nicht bestanden hatte, beendete er seine Tätigkeit als DFB-Schiedsrichter und verzichtete auf eine mögliche Wiederholungsprüfung.
Seemann leitete am 13. März 2011 das Spiel der 2. Fußball-Bundesliga Energie Cottbus gegen VfL Osnabrück. Dabei verletzte sich Flamur Kastrati nach einem Kopfballduell mit Markus Brzenska schwer. Er wurde minutenlang regungslos auf dem Platz behandelt und anschließend mit dem Rettungswagen ins Krankenhaus transportiert. Nachdem Schiedsrichter Marc Seemann trotz der Forderung von Spielern und Fans, die Partie abzubrechen, das Spiel wieder freigegeben hatte und zwölf Minuten verbleibende Nachspielzeit angezeigt waren, verständigten sich beide Teams darauf, keine Angriffe mehr zu starten, sondern den Ball nur noch hin und her zu schieben.